# Zbigniew Grande
Zbigniew Jan Grande (ur. 22 listopada 1946) – polski matematyk dr hab., profesor Instytutu Matematyki Uniwersytetu Kazimierza Wielkiego w Bydgoszczy.

## Życiorys
27 maja 1974 obronił pracę doktorską Mierzalność funkcji określonych na pewnych przestrzeniach produktowych, następnie uzyskał stopień doktora habilitowanego. 18 września 1986 nadano mu tytuł profesora w zakresie nauk matematycznych. Objął funkcję profesora zwyczajnego w Wyższej Szkole Informatyki i Ekonomii TWP w Olsztynie oraz profesora i dyrektora w Instytucie Matematyki na Wydziale Matematyki, Fizyki i Techniki Uniwersytetu Kazimierza Wielkiego.
Jest profesorem Instytutu Matematyki Uniwersytetu Kazimierza Wielkiego w Bydgoszczy.
Był członkiem Zespołu Kierunków Studiów Matematyczno-Fizyczno-Chemicznych Polskiej Komisji Akredytacyjnej.